# Chondrocyte

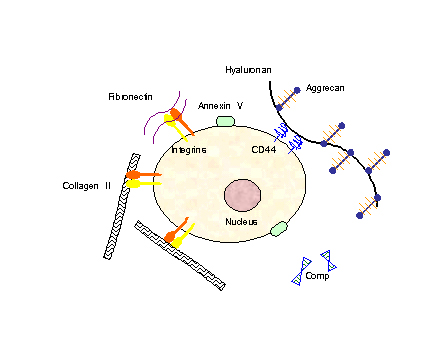
Une cellule chondrocytaire possède à la surface de sa membrane des mécanorécepteurs (annexines, CD44, intégrines) sensibles à la pression et à l'étirement de la membrane cellulaire. Ces récepteurs transforment le signal mécanique en signal biologique qui se traduit par la synthèse et la dégradation des composants de la matrice extracellulaire cartilagineuse.

Les chondrocytes (du grec ancien χόνδρος / khóndros, « cartilage » et κύτος/ kutos, « objet creux, enveloppe » d'où « cellule ») sont les cellules composant le cartilage.

## Description
Ce sont des cellules arrondies et volumineuses (d'un diamètre de 10 à 40 µm) présentes dans le cartilage. 
Elles possèdent un noyau volumineux et arrondi, situé dans la région centrale. 
Elles sont issues des chondroblastes, eux-mêmes issus de cellules souches mésenchymateuses.
Elles sont sensibles à divers facteurs (vieillesse, inflammation consécutive à un excès d'acidité dans les tissus, désordres hormonaux, chocs qui provoquent une libération d'enzymes protéolytiques — des métalloprotéinases — qui dégradent les protéines du tissu cartilagineux, protéoglycanes et collagènes). Ces facteurs induisent une prolifération des chondrocytes (divisions mitotiques des chondrocytes qui forment des colonnes séparées les unes des autres par la matrice extracellulaire du cartilage, hormones sexuelles mâles et femelles lors de la puberté, tentative de réparation lors de lésions, prolifération transitoire lors des stades précoces de l'arthrose…), limitation du nombre de divisions mitotiques puis arrêt complet et définitif des mitoses en fonction de l'âge et de la sénescence des articulations,.

## Fonctions
Elles synthétisent les composants de la matrice extracellulaire du cartilage (collagène de type II, IX et XI, glycosaminoglycannes, etc...) 
Par certains aspects, elles ont des fonctions proches de celles des fibroblastes (cellules du périchondre), cellules principales du tissu conjonctif. 
Les chondrocytes participent à la synthèse et au maintien du tissu cartilagineux. 
Satsuki & al.(2007) ont expérimentalement démontré (chez le rat de laboratoire) que les chondrocytes articulaires expriment des gènes d'enzymes liées à la synthèse d'hormones stéroïdiennes, qu'ils peuvent synthétiser localement (dans le cartilage, dans l'articulation) à partir de la DHEA (déhydroépiandrostérone, précurseur d'hormones stéroïdiennes sexuelles). Et il semble que ces hormones puissent avoir un effet protecteur sur le cartilage (on savait déjà que ces hormones étaient aussi produites dans le muscle squelettique).
Lors du processus interstitiel de la croissance du cartilage, les chondrocytes se divisent exceptionnellement par mitose. 

## Chondroplastes
Les chondroplastes sont de petites logettes dans la matrice extracellulaire, situées à la base de la masse cartilagineuse dure, près de la tête de l'os. 
Les chondroplastes contiennent les chondrocytes qui précédemment étaient des chondroblastes, qui expriment notamment de nombreux récepteurs à la vitamine A et vitamine D, à l'hormone parathyroïdienne (ou PTH), aux œstrogènes, aux glucocorticoïdes.